# Jenaprießnitz
Jenaprießnitz ist ein Ortsteil der kreisfreien Stadt Jena in Thüringen.

## Lage
Jenaprießnitz (einst auch Briesenitz) befindet sich östlich der Stadt Jena in einem breiten Kerbtal zwischen den Anhöhen der Kernberge, Wöllmisse und den Anhöhen des Jenzigs. Die Bundesstraße 7 von Jena nach Eisenberg führt durch das Tal. Die Hänge und Anhöhen nebenan sind begrünt oder bewaldet. Der Gembdenbach fließt durch das Tal und mündet in die Saale.

## Geschichte
Am 1. Januar 1283 wurde das Dorf erstmals urkundlich erwähnt. Zu dieser Zeit existierte bereits die im Ort befindliche Dorfkirche Jenaprießnitz. Im Jahre 1836 hatte der Ort 222 Einwohner in 48 Häusern. Wie aus einer Urkunde des Jahres 1306 hervorgeht, hatten die Burggrafen von Kirchberg hier einen Edelsitz. Diese hatten ursprünglich ihren Sitz auf dem nahe gelegenen Jenaer Hausberg. Eine Frau von Weißbach verkaufte das Gut im Jahre 1703 dem „Lieutenant von Plausigk“, es wurde später von 30 Nachbarn gekauft.
Ursprünglich ein landwirtschaftlich geprägtes Bauerndorf, entwickelte sich der Ort nach der Wende ab den 1990er Jahren als Wohnstandort für Bürger aus der nahen Stadt. Es entstanden neue Wohngebiete und Gewerbeansiedlungen. Am 1. Juli 1994 wurde der Ort in die Stadt Jena eingemeindet. Er bildet mit Wogau einen Ortsteil, in dem 1154 Personen leben  (Stand 31. Dezember 2017). 
Seit 2007 betreibt der Brau- und Heimatverein das alte Brauhaus und ein kleines Museum zur Ortsgeschichte.

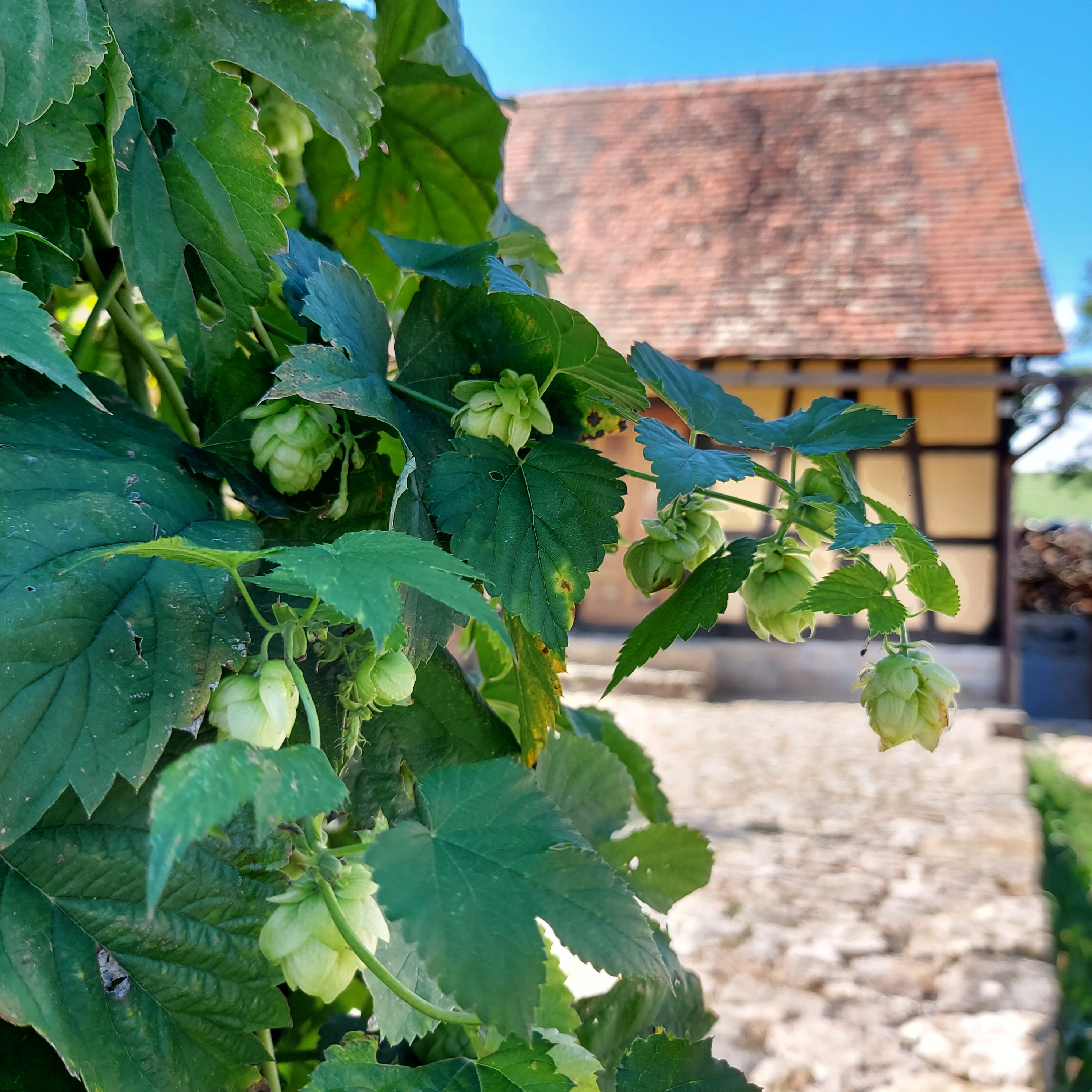
Altes Brauhaus, vom Brauverein wieder aufgebaut
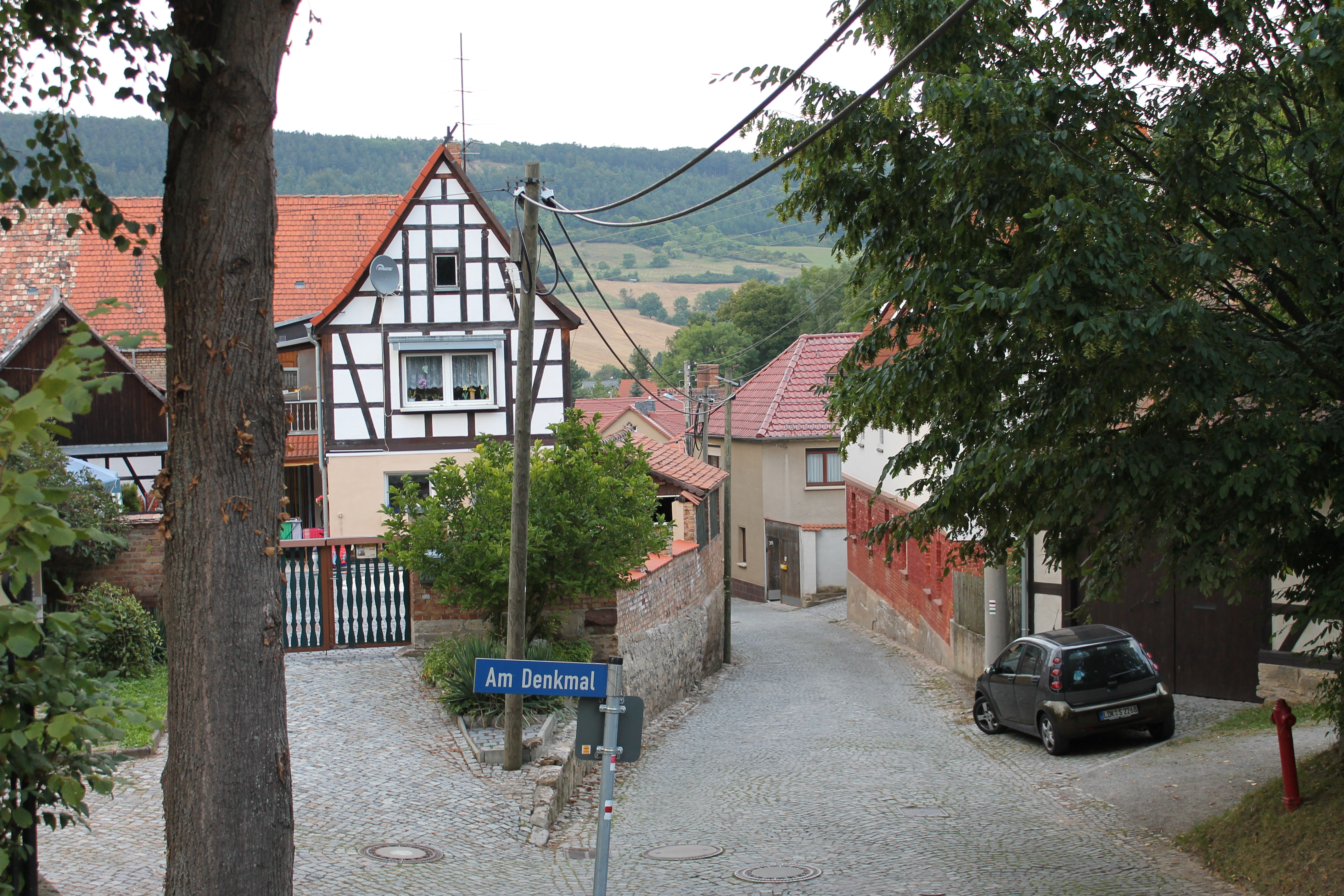
Dorfstraße
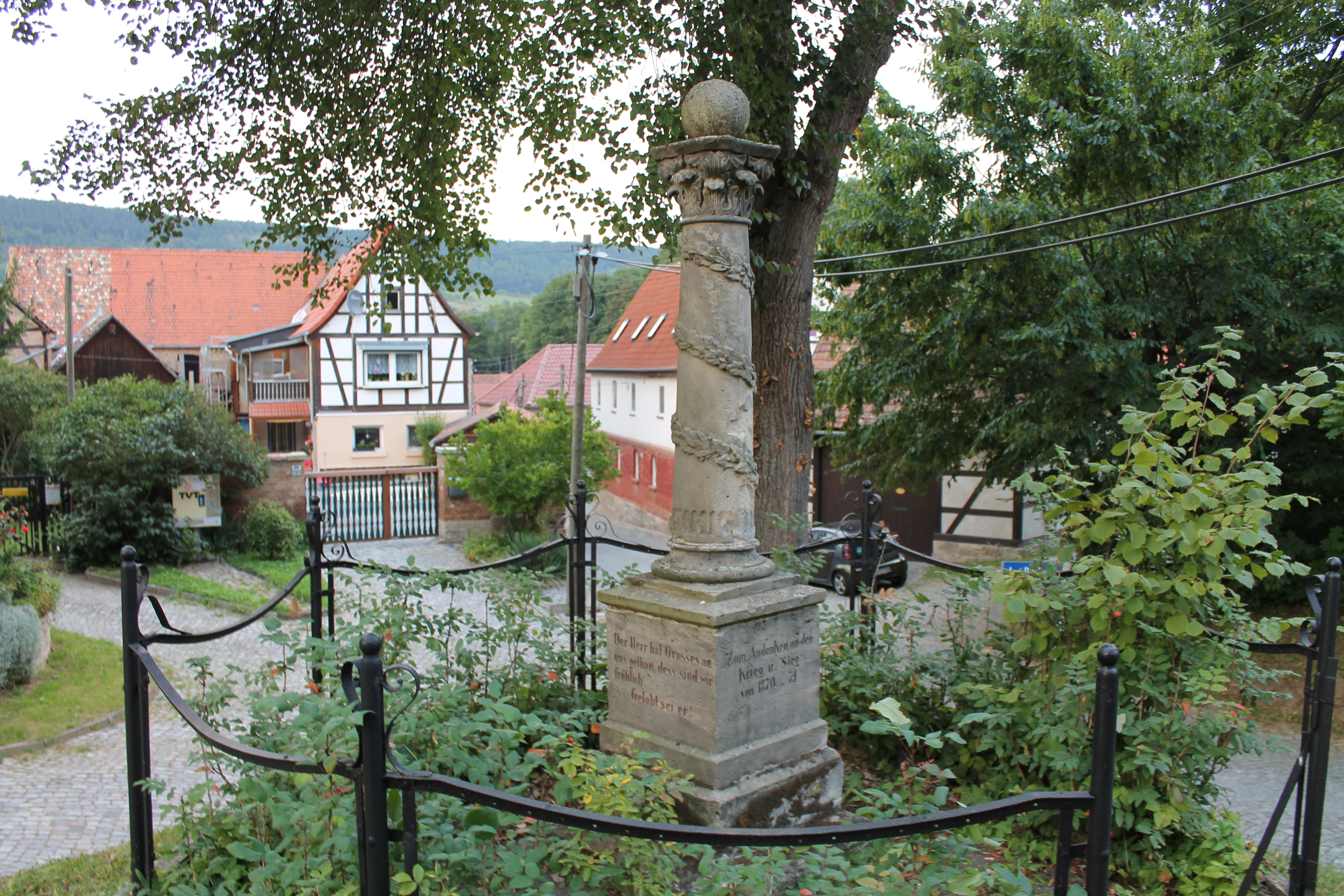
Denkmal im Ortskern
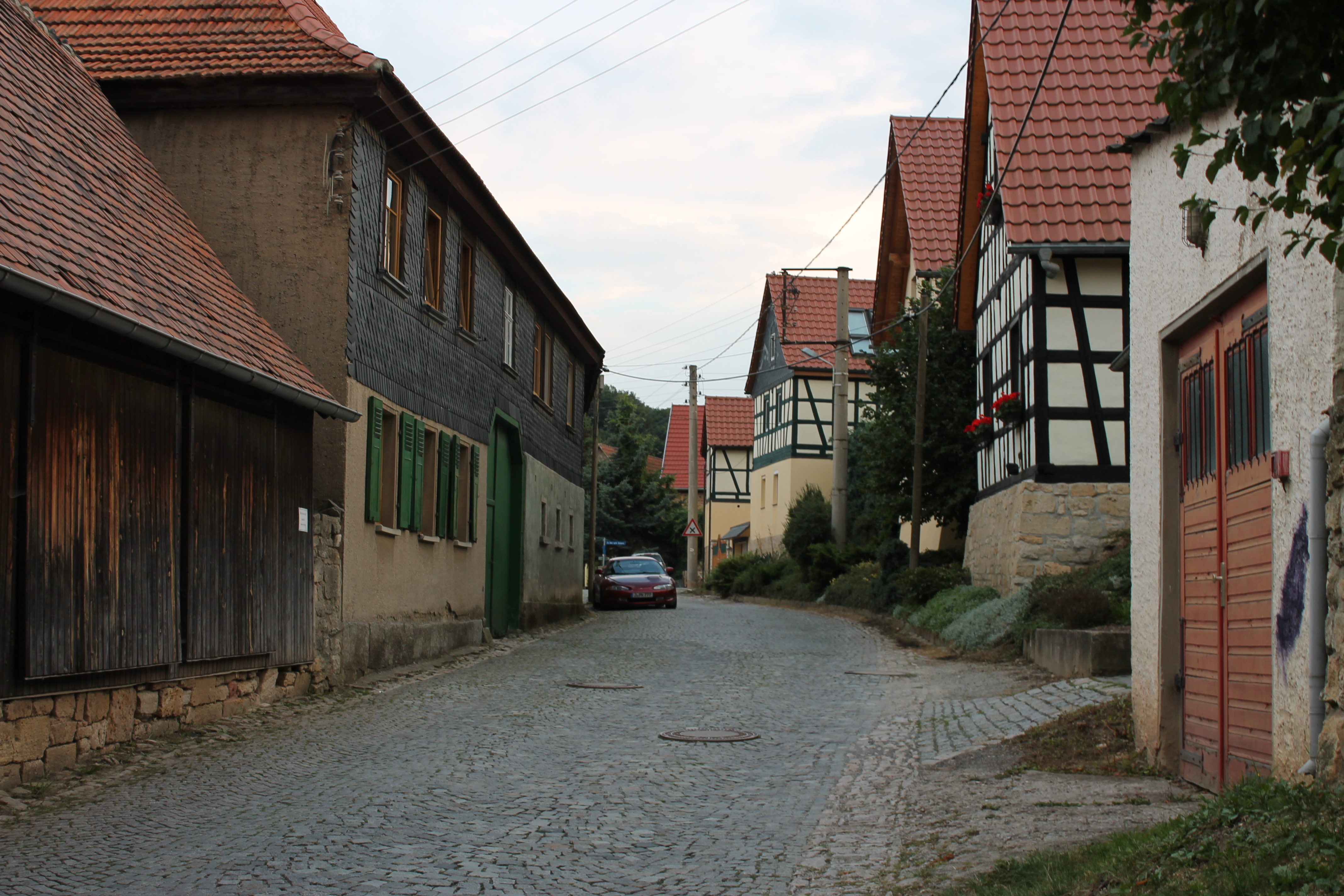
Alter Bauernhausbestand